# Mycetophila nahuelbutaensis
Mycetophila nahuelbutaensis är en tvåvingeart som beskrevs av Duret 1983. Mycetophila nahuelbutaensis ingår i släktet Mycetophila och familjen svampmyggor. Inga underarter finns listade i Catalogue of Life.